# Torneo de Roland Garros 2021
El Torneo de Roland Garros 2021 (también conocido como Abierto de Francia) fue un torneo de tenis de Grand Slam que se jugó en canchas de tierra batida. Se llevó a cabo en el Stade Roland Garros de París, Francia, del 30 de mayo al 13 de junio de 2021, y comprendió partidos de individuales, dobles y dobles mixtos. También se programaron torneos juveniles y en silla de ruedas. Se pospuso una semana debido a la pandemia de COVID-19. Rafael Nadal fue campeón defensor en individual masculino, e Iga Świątek la campeona defensora en individual femenino.
Fue la 125 edición del Abierto de Francia y el segundo evento de Grand Slam de 2021. Los cuadros principales de individuales incluyeron 16 clasificatorios para hombres y 16 para mujeres de 128 jugadores en cada cuadro, el último Grand Slam implementado en tener 128 mujeres en la clasificación en lugar de 96 como en años anteriores en línea con los otros tres grandes.
Por primera vez en la Era Abierta, ningún francés alcanzó la tercera ronda en la rama femenina ni masculina individual.

## Puntos y premios

### Distribución de puntos

#### Séniors
| Eventos              | G    | F    | SF  | CF  | R16 | R32 | R64 | R128 | C  | C3 | C2 | C1 |
| Individual masculino | 2000 | 1200 | 720 | 360 | 180 | 90  | 45  | 10   | 25 | 16 | 8  | 0  |
| Dobles masculino     | 2000 | 1200 | 720 | 360 | 180 | 90  | 0   | —    | —  | —  | —  | —  |
| Individual femenino  | 2000 | 1300 | 780 | 430 | 240 | 130 | 70  | 10   | 40 | 30 | 20 | 2  |
| Dobles femenino      | 2000 | 1300 | 780 | 430 | 240 | 130 | 10  | —    | —  | —  | —  | —  |

| Evento           | G   | F   | SF/3.ª | CF/4.ª |
| Individual       | 800 | 500 | 375    | 100    |
| Dobles           | 800 | 500 | 100    | —      |
| Quad* Individual | 800 | 500 | 100    | —      |
| Quad* Dobles     | 800 | 100 | —      | —      |

| Evento               | G    | F   | SF  | CF  | R16 | R32 | C  | C3 |
| Individual masculino | 1000 | 600 | 370 | 200 | 100 | 45  | 30 | 20 |
| Individual femenino  | 1000 | 600 | 370 | 200 | 100 | 45  | 30 | 20 |
| Dobles masculino     | 750  | 450 | 275 | 150 | 75  | —   | —  | —  |
| Dobles femenino      | 750  | 450 | 275 | 150 | 75  | —   | —  | —  |

### Premios monetarios
| Evento                          | G           | F         | SF        | CF        | R16       | R32       | R64      | R128     | C3       | C2       | C1       |
| Individuales                    | 1 400 000 € | 750 000 € | 375 000 € | 255 000 € | 170 000 € | 113 000 € | 84 000 € | 60 000 € | 25 600 € | 16 000 € | 10 000 € |
| Dobles                          | 244 295 €   | 144 074 € | 84 749 €  | 49 853 €  | 29 325 €  | 17 250 €  | 11 500 € | —        | —        | —        | —        |
| Individuales en silla de ruedas | —           | —         | —         | —         | —         | —         | —        | —        | —        | —        | —        |
| Dobles en silla de ruedas       | —           | —         | —         | —         | —         | —         | —        | —        | —        | —        | —        |

## Actuación de los jugadores en el torneo

### Individual masculino
| Campeón                        | Campeón                     | Finalista                  | Finalista                  |
| ------------------------------ | --------------------------- | -------------------------- | -------------------------- |
| Novak Djokovic [1]             | Novak Djokovic [1]          | Stefanos Tsitsipas [5]     | Stefanos Tsitsipas [5]     |
| Eliminados en semifinales      |                             |                            |                            |
| Rafael Nadal [3]               | Rafael Nadal [3]            | Alexander Zverev [6]       | Alexander Zverev [6]       |
| Eliminados en cuartos de final |                             |                            |                            |
| Matteo Berrettini [9]          | Diego Schwartzman [10]      | Alejandro Davidovich       | Daniil Medvédev [2]        |
| Eliminados en la cuarta ronda  |                             |                            |                            |
| Lorenzo Musetti                | Roger Federer [8]           | Jannik Sinner [18]         | Jan-Lennard Struff         |
| Kei Nishikori                  | Federico Delbonis           | Pablo Carreño [12]         | Christian Garín [22]       |
| Eliminados en la tercera ronda |                             |                            |                            |
| Ričardas Berankis              | Marco Cecchinato            | Soon-Woo Kwon              | Dominik Koepfer            |
| Cameron Norrie                 | Mikael Ymer                 | Philipp Kohlschreiber [PR] | Carlos Alcaraz [Q]         |
| Laslo Djere                    | Henri Laaksonen [Q]         | Casper Ruud [15]           | Fabio Fognini [27]         |
| John Isner [31]                | Steve Johnson               | Marcos Giron               | Reilly Opelka [32]         |
| Eliminados en la segunda ronda |                             |                            |                            |
| Pablo Cuevas                   | James Duckworth             | Álex de Miñaur [21]        | Yoshihito Nishioka         |
| Federico Coria                 | Andreas Seppi               | Taylor Fritz [30]          | Marin Čilić                |
| Richard Gasquet                | Lloyd Harris                | Gianluca Mager             | Gaël Monfils [14]          |
| Aljaž Bedene                   | Aslán Karatsev [24]         | Nikoloz Basilashvili [28]  | Facundo Bagnis             |
| Román Safiulin [Q]             | Miomir Kecmanović           | Karen Jachanov [23]        | Roberto Bautista [11]      |
| Kamil Majchrzak [PR]           | Botic van de Zandschulp [Q] | Márton Fucsovics           | Pablo Andújar              |
| Pedro Martínez                 | Filip Krajinović            | Thiago Monteiro            | Enzo Couacaud [WC]         |
| Guido Pella                    | Mackenzie McDonald [Q]      | Jaume Munar                | Tommy Paul                 |
| Eliminados en la primera ronda |                             |                            |                            |
| Tennys Sandgren                | Lucas Pouille               | Salvatore Caruso           | Ugo Humbert [29]           |
| Stefano Travaglia              | Yasutaka Uchiyama           | Jo-Wilfried Tsonga         | David Goffin [13]          |
| Taro Daniel [Q]                | Feliciano López             | Kevin Anderson             | Félix Auger-Aliassime [20] |
| João Sousa                     | Mathias Bourgue [WC]        | Arthur Rinderknech [WC]    | Denis Istomin [Q]          |
| Alexei Popyrin                 | Hugo Gaston [WC]            | Bjorn Fratangelo [Q]       | Lorenzo Sonego [26]        |
| Pierre-Hugues Herbert          | Peter Gojowczyk [LL]        | Roberto Carballés          | Albert Ramos               |
| Yen-Hsun Lu [PR]               | Adrian Mannarino            | Fernando Verdasco          | Jenson Brooksby [Q]        |
| Dušan Lajović                  | Bernabé Zapata [Q]          | Benjamin Bonzi [WC]        | Andrey Rublev [7]          |
| Oscar Otte [Q]                 | Carlos Taberner [Q]         | Corentin Moutet            | Daniel Evans [25]          |
| Jiří Veselý                    | Alessandro Giannessi [Q]    | Yannick Hanfmann           | Mario Vilella [Q]          |
| Benoît Paire                   | Arthur Cazaux [WC]          | Mikhail Kukushkin          | Hubert Hurkacz [19]        |
| Grégoire Barrère [WC]          | Gilles Simon                | Radu Albot                 | Dominic Thiem [4]          |
| Jérémy Chardy                  | Sebastian Korda             | Maximilian Marterer [Q]    | Sam Querrey                |
| Francisco Cerúndolo [LL]       | Frances Tiafoe              | Egor Gerasimov             | Norbert Gomboš             |
| Grigor Dimitrov [16]           | Daniel Elahi Galán [Q]      | Emil Ruusuvuori            | Juan Ignacio Lóndero       |
| Andrej Martin                  | Jordan Thompson             | Christopher O'Connell [WC] | Aleksandr Búblik           |

### Individual femenino
| Campeona                       | Campeona                  | Finalista                      | Finalista                      |
| ------------------------------ | ------------------------- | ------------------------------ | ------------------------------ |
| Barbora Krejčíková             | Barbora Krejčíková        | Anastasiya Pavliuchenkova [31] | Anastasiya Pavliuchenkova [31] |
| Eliminadas en semifinales      |                           |                                |                                |
| María Sákkari [17]             | María Sákkari [17]        | Tamara Zidanšek                | Tamara Zidanšek                |
| Eliminadas en cuartos de final |                           |                                |                                |
| Cori Gauff [24]                | Iga Świątek [8]           | Elena Rybakina [21]            | Paula Badosa [33]              |
| Eliminadas en la cuarta ronda  |                           |                                |                                |
| Ons Jabeur [25]                | Sloane Stephens           | Sofia Kenin [4]                | Marta Kostyuk                  |
| Serena Williams [7]            | Victoria Azárenka [15]    | Sorana Cirstea                 | Markéta Vondroušová [20]       |
| Eliminadas en la tercera ronda |                           |                                |                                |
| Magda Linette                  | Jennifer Brady [13]       | Karolína Muchová [18]          | Elina Svitólina [5]            |
| Jessica Pegula [28]            | Elise Mertens [14]        | Varvara Gracheva               | Anett Kontaveit [30]           |
| Danielle Collins               | Elena Vesnina [PR]        | Madison Keys [23]              | Aryna Sabalenka [3]            |
| Kateřina Siniaková             | Daria Kasátkina           | Polona Hercog                  | Ana Bogdan                     |
| Eliminadas en la segunda ronda |                           |                                |                                |
| Ashleigh Barty [1]             | Astra Sharma [WC]         | Qiang Wang                     | Fiona Ferro                    |
| Karolína Plíšková [9]          | Varvara Lepchenko [Q]     | Ekaterina Alexandrova [32]     | Ann Li                         |
| Hailey Baptiste [Q]            | Tereza Martincová         | Jasmine Paolini                | Zarina Diyas                   |
| Saisai Zheng                   | Camila Giorgi             | Kristina Mladenovic            | Rebecca Peterson               |
| Mihaela Buzărnescu [PR]        | Anhelina Kalínina [Q]     | Nao Hibino                     | Petra Kvitová [11]             |
| Clara Tauson                   | Leylah Annie Fernandez    | Ajla Tomljanović               | Aliaksandra Sasnóvich          |
| Madison Brengle                | Veronika Kudermétova [29] | Martina Trevisan               | Belinda Bencic [10]            |
| Caroline Garcia                | Harmony Tan [WC]          | Danka Kovinić                  | Naomi Osaka [2]                |
| Eliminadas en la primera ronda |                           |                                |                                |
| Bernarda Pera                  | Chloé Paquet [WC]         | Irina Bara [Q]                 | Yulia Putintseva               |
| Aleksandra Krunić [Q]          | Su-Wei Hsieh              | En-Shuo Liang [Q]              | Anastasija Sevastova           |
| Donna Vekić                    | Carla Suárez [PR]         | Shuai Zhang                    | Andrea Petković [PR]           |
| Venus Williams                 | Kristýna Plíšková         | Margarita Gasparyan            | Océane Babel [WC]              |
| Jeļena Ostapenko               | Anna Blinkova             | Ivana Jorović [PR]             | Lin Zhu                        |
| Katarina Zavatska [Q]          | Stefanie Vögele [Q]       | Heather Watson                 | Storm Sanders [Q]              |
| Garbiñe Muguruza [12]          | Sara Sorribes             | Lara Arruabarrena [Q]          | Petra Martić [22]              |
| Viktorija Golubic              | Anna Schmiedlová [Q]      | Shelby Rogers                  | Kaja Juvan                     |
| Irina-Camelia Begu             | Arantxa Rus               | Xiyu Wang [Q]                  | Angelique Kerber [26]          |
| Elsa Jacquemot [WC]            | Nina Stojanović           | Olga Govortsova [LL]           | Greet Minnen [Q]               |
| Svetlana Kuznetsova            | Ekaterine Gorgodze [Q]    | Anastasia Potapova             | Océane Dodin [WC]              |
| Christina McHale               | Kateryna Kozlova [PR]     | Diane Parry [WC]               | Ana Konjuh [Q]                 |
| Bianca Andreescu [6]           | María Camila Osorio [Q]   | Marie Bouzková                 | Amanda Anisimova               |
| Johanna Konta [19]             | Alison Van Uytvanck       | Misaki Doi                     | Nadia Podoroska                |
| Kiki Bertens [16]              | Laura Siegemund           | Alizé Cornet                   | Kaia Kanepi                    |
| Lauren Davis                   | Clara Burel [WC]          | Elisabetta Cocciaretto [LL]    | Patricia Maria Țig             |

## Resumen

### Día 1 (30 de mayo)
- Cabezas de serie eliminados:
  - Individual masculino:  Dominic Thiem [4],  Grigor Dimitrov [16],  Hubert Hurkacz [19],  Daniel Evans [25]
  - Individual femenino:  Angelique Kerber [26]
- Orden de juego

| Partidos en los estadios principales                 | Partidos en los estadios principales     | Partidos en los estadios principales     | Partidos en los estadios principales     |
| Partidos en el Estadio Philippe Chatrier             | Partidos en el Estadio Philippe Chatrier | Partidos en el Estadio Philippe Chatrier | Partidos en el Estadio Philippe Chatrier |
| Evento                                               | Ganador                                  | Perdedor                                 | Resultado                                |
| ---------------------------------------------------- | ---------------------------------------- | ---------------------------------------- | ---------------------------------------- |
| Individual femenino - Primera ronda                  | Naomi Osaka [2]                          | Patricia Maria Țig                       | 6-4, 7-6(7-4)                            |
| Individual masculino - Primera ronda                 | Pablo Andújar                            | Dominic Thiem [4]                        | 4-6, 5-7, 6-3, 6-4, 6-4                  |
| Individual femenino - Primera ronda                  | Victoria Azárenka [15]                   | Svetlana Kuznetsova                      | 6-4, 2-6, 6-3                            |
| Individual masculino - Primera ronda                 | Stefanos Tsitsipas [5]                   | Jérémy Chardy                            | 7-6(8-6), 6-3, 6-1                       |
| Partidos en el Estadio Suzanne Lenglen               |                                          |                                          |                                          |
| Evento                                               | Ganador                                  | Perdedor                                 | Resultado                                |
| Individual masculino - Primera ronda                 | Fabio Fognini [27]                       | Grégoire Barrère [WC]                    | 6-4, 6-1, 6-4                            |
| Individual femenino - Primera ronda                  | Petra Kvitová [5]                        | Greet Minnen [Q]                         | 6-7,(3-7) 7-6,(7-5) 6-1                  |
| Individual femenino - Primera ronda                  | Aryna Sabalenka [3]                      | Ana Konjuh [Q]                           | 6-4, 6-3                                 |
| Individual masculino - Primera ronda                 | Alexander Zverev [6]                     | Oscar Otte [Q]                           | 3-6, 3-6, 6-2, 6-2, 6-0                  |
| Partidos en el Estadio Simonne Mathieu               |                                          |                                          |                                          |
| Evento                                               | Ganador                                  | Perdedor                                 | Resultado                                |
| Individual femenino - Primera ronda                  | Danka Kovinić                            | Clara Burel [WC]                         | 6-3, 7-6(10-8)                           |
| Individual masculino - Primera ronda                 | Márton Fucsovics                         | Gilles Simon                             | 6-4, 6-1, 7-6(7-5)                       |
| Individual masculino - Primera ronda                 | Laslo Djere                              | Corentin Moutet                          | 6-3, 6-7(10-12), 7-6(7-2), 7-5           |
| Individual femenino - Primera ronda                  | Madison Keys [23]                        | Océane Dodin [WC]                        | 6-3, 3-6, 6-1                            |
| Fondo de color indica un partido de la rama femenina |                                          |                                          |                                          |

### Día 2 (31 de mayo)
- Cabezas de serie eliminados:
  - Individual masculino:  David Goffin [13],  Lorenzo Sonego [26]
  - Individual femenino:  Bianca Andreescu [6],  Garbiñe Muguruza [12],  Kiki Bertens [16],  Johanna Konta [19],  Petra Martić [22]
- Orden de juego (enlace roto disponible en Internet Archive; véase el historial, la primera versión y la última).

| Partidos en los estadios principales                 | Partidos en los estadios principales     | Partidos en los estadios principales     | Partidos en los estadios principales     |
| Partidos en el Estadio Philippe Chatrier             | Partidos en el Estadio Philippe Chatrier | Partidos en el Estadio Philippe Chatrier | Partidos en el Estadio Philippe Chatrier |
| Evento                                               | Ganador                                  | Perdedor                                 | Resultado                                |
| ---------------------------------------------------- | ---------------------------------------- | ---------------------------------------- | ---------------------------------------- |
| Individual femenino - Primera ronda                  | Iga Świątek [8]                          | Kaja Juvan                               | 6-0, 7-5                                 |
| Individual masculino - Primera ronda                 | Daniil Medvédev [2]                      | Aleksandr Búblik                         | 6-3, 6-3, 7-5                            |
| Individual masculino - Primera ronda                 | Roger Federer [8]                        | Denis Istomin [Q]                        | 6-2, 6-4, 6-3                            |
| Individual femenino - Primera ronda                  | Serena Williams [7]                      | Irina-Camelia Begu                       | 7-6(8-6), 6-2                            |
| Partidos en el Estadio Suzanne Lenglen               |                                          |                                          |                                          |
| Evento                                               | Ganador                                  | Perdedor                                 | Resultado                                |
| Individual masculino - Primera ronda                 | Jannik Sinner [18]                       | Pierre-Hugues Herbert                    | 6-1, 4-6, 6-7(4-7), 7-5, 6-4             |
| Individual femenino - Primera ronda                  | Caroline Garcia                          | Laura Siegemund                          | 6-3, 6-1                                 |
| Individual femenino - Primera ronda                  | Sofia Kenin [4]                          | Jeļena Ostapenko                         | 6-4, 4-6, 6-3                            |
| Individual masculino - Primera ronda                 | Yoshihito Nishioka                       | Jo-Wilfried Tsonga                       | 6-4, 6-2, 3-6, 7-6(7-5)                  |
| Partidos en el Estadio Simonne Mathieu               |                                          |                                          |                                          |
| Evento                                               | Ganador                                  | Perdedor                                 | Resultado                                |
| Individual femenino - Primera ronda                  | Harmony Tan [WC]                         | Alizé Cornet                             | 6-4, 6-4                                 |
| Individual masculino - Primera ronda                 | Casper Ruud [15]                         | Benoît Paire                             | 5-7, 6-2, 6-1, 7-6(7-4)                  |
| Individual masculino - Primera ronda                 | Marin Čilić                              | Arthur Rinderknech [WC]                  | 7-6(8-6), 6-1, 6-2                       |
| Individual femenino - Primera ronda                  | Marta Kostyuk                            | Garbiñe Muguruza [12]                    | 6-1, 6-4                                 |
| Fondo de color indica un partido de la rama femenina |                                          |                                          |                                          |

### Día 3 (1 de junio)
- Cabezas de serie eliminados:
  - Individual masculino:  Andrey Rublev [7],  Félix Auger-Aliassime [20],  Ugo Humbert [29]
  - Dobles masculino:  Łukasz Kubot /  Marcelo Melo [8],  Henri Kontinen /  Édouard Roger-Vasselin [12]
- Orden de juego

| Partidos en los estadios principales                 | Partidos en los estadios principales     | Partidos en los estadios principales     | Partidos en los estadios principales     |
| Partidos en el Estadio Philippe Chatrier             | Partidos en el Estadio Philippe Chatrier | Partidos en el Estadio Philippe Chatrier | Partidos en el Estadio Philippe Chatrier |
| Evento                                               | Ganador                                  | Perdedor                                 | Resultado                                |
| ---------------------------------------------------- | ---------------------------------------- | ---------------------------------------- | ---------------------------------------- |
| Individual femenino - Primera ronda                  | Elina Svitólina [5]                      | Océane Babel [WC]                        | 6-2, 7-5                                 |
| Individual femenino - Primera ronda                  | Ashleigh Barty [1]                       | Bernarda Pera                            | 6-4, 3-6, 6-2                            |
| Individual masculino - Primera ronda                 | Rafael Nadal [3]                         | Alexei Popyrin                           | 6-3, 6-2, 7-6(7-3)                       |
| Individual masculino - Primera ronda                 | Novak Djokovic [1]                       | Tennys Sandgren                          | 6-2, 6-4, 6-2                            |
| Partidos en el Estadio Suzanne Lenglen               |                                          |                                          |                                          |
| Evento                                               | Ganador                                  | Perdedor                                 | Resultado                                |
| Individual femenino - Primera ronda                  | Fiona Ferro                              | En-Shuo Liang [Q]                        | 6-1, 1-6, 6-4                            |
| Individual masculino - Primera ronda                 | Gaël Monfils [14]                        | Albert Ramos                             | 1-6, 7-6(8-6), 6-4, 6-4                  |
| Individual masculino - Primera ronda                 | Richard Gasquet                          | Hugo Gaston [WC]                         | 6-1, 6-4, 6-2                            |
| Individual femenino - Primera ronda                  | Karolína Plíšková [9]                    | Donna Vekić                              | 7-5, 6-4                                 |
| Partidos en el Estadio Simonne Mathieu               |                                          |                                          |                                          |
| Evento                                               | Ganador                                  | Perdedor                                 | Resultado                                |
| Individual masculino - Primera ronda                 | Ričardas Berankis                        | Ugo Humbert [29]                         | 6-4, 6-4, 2-6, 6-4                       |
| Individual femenino - Primera ronda                  | Kristina Mladenovic                      | Anna Schmiedlová [Q]                     | 6-4, 6-0                                 |
| Individual masculino - Primera ronda                 | Matteo Berrettini [9]                    | Taro Daniel [Q]                          | 6-0, 6-4, 4-6, 6-4                       |
| Individual femenino - Primera ronda                  | Sloane Stephens                          | Carla Suárez [PR]                        | 3-6, 7-6(7-4), 6-4                       |
| Fondo de color indica un partido de la rama femenina |                                          |                                          |                                          |

### Día 4 (2 de junio)
- Cabezas de serie eliminados:
  - Individual masculino:  Roberto Bautista [11],  Karen Jachanov [23]
  - Individual femenino:  Naomi Osaka [2],  Belinda Bencic [10],  Petra Kvitová [11],  Veronika Kudermétova [29]
  - Dobles femenino:  Alexa Guarachi /  Desirae Krawczyk [5],  Tímea Babos /  Vera Zvonareva [7]
- Orden de juego

| Partidos en los estadios principales                 | Partidos en los estadios principales     | Partidos en los estadios principales     | Partidos en los estadios principales     |
| Partidos en el Estadio Philippe Chatrier             | Partidos en el Estadio Philippe Chatrier | Partidos en el Estadio Philippe Chatrier | Partidos en el Estadio Philippe Chatrier |
| Evento                                               | Ganador                                  | Perdedor                                 | Resultado                                |
| ---------------------------------------------------- | ---------------------------------------- | ---------------------------------------- | ---------------------------------------- |
| Individual femenino - Segunda ronda                  | Markéta Vondroušová [20]                 | Harmony Tan [WC]                         | 6-1, 6-3                                 |
| Individual masculino - Segunda ronda                 | Kei Nishikori                            | Karen Jachanov [23]                      | 4-6, 6-2, 2-6, 6-4, 6-4                  |
| Individual femenino - Segunda ronda                  | Serena Williams [7]                      | Mihaela Buzărnescu                       | 6-3, 5-7, 6-1                            |
| Individual masculino - Segunda ronda                 | Daniil Medvédev [2]                      | Tommy Paul                               | 3-6, 6-1, 6-4, 6-3                       |
| Partidos en el Estadio Suzanne Lenglen               |                                          |                                          |                                          |
| Evento                                               | Ganador                                  | Perdedor                                 | Resultado                                |
| Individual masculino - Segunda ronda                 | Alexander Zverev [6]                     | Román Safiulin [Q]                       | 7-6(7-4), 6-3, 7-6(7-1)                  |
| Individual femenino - Segunda ronda                  | Polona Hercog                            | Caroline Garcia                          | 7-5, 6-4                                 |
| Individual masculino - Segunda ronda                 | Stefanos Tsitsipas [5]                   | Pedro Martínez                           | 6-3, 6-4, 6-3                            |
| Individual femenino - Segunda ronda                  | Aryna Sabalenka [3]                      | Aliaksandra Sasnóvich                    | 7-5, 6-3                                 |
| Partidos en el Estadio Simonne Mathieu               |                                          |                                          |                                          |
| Evento                                               | Ganador                                  | Perdedor                                 | Resultado                                |
| Individual femenino - Segunda ronda                  | Daria Kasátkina                          | Belinda Bencic [10]                      | 6-2, 6-2                                 |
| Individual masculino - Segunda ronda                 | Henri Laaksonen [Q]                      | Roberto Bautista [11]                    | 6-3, 2-6, 6-3, 6-2                       |
| Individual femenino - Segunda ronda                  | Victoria Azárenka [15]                   | Clara Tauson                             | 7-5, 6-4                                 |
| Individual masculino - Segunda ronda                 | Pablo Carreño [12]                       | Enzo Couacaud [WC]                       | 2-6, 6-3, 6-4, 6-4                       |
| Fondo de color indica un partido de la rama femenina |                                          |                                          |                                          |

### Día 5 (3 de junio)
- Cabezas de serie eliminados:
  - Individual masculino:  Gaël Monfils [14],  Álex de Miñaur [21],  Aslán Karatsev [24],  Nikoloz Basilashvili [28],  Taylor Fritz [30]
  - Individual femenino:  Ashleigh Barty [1],  Karolína Plíšková [9]
  - Dobles masculino:  Marcel Granollers /  Horacio Zeballos [4],  Ivan Dodig /  Filip Polášek [5],  Jérémy Chardy /  Fabrice Martin [13],  Raven Klaasen /  Ben McLachlan [15]
- Orden de juego

| Partidos en los estadios principales                 | Partidos en los estadios principales     | Partidos en los estadios principales     | Partidos en los estadios principales     |
| Partidos en el Estadio Philippe Chatrier             | Partidos en el Estadio Philippe Chatrier | Partidos en el Estadio Philippe Chatrier | Partidos en el Estadio Philippe Chatrier |
| Evento                                               | Ganador                                  | Perdedor                                 | Resultado                                |
| ---------------------------------------------------- | ---------------------------------------- | ---------------------------------------- | ---------------------------------------- |
| Individual femenino - Segunda ronda                  | Magda Linette                            | Ashleigh Barty [1]                       | 6-1, 2-2, retiró                         |
| Individual femenino - Segunda ronda                  | Sloane Stephens                          | Karolína Plíšková [9]                    | 7-5, 6-1                                 |
| Individual masculino - Segunda ronda                 | Roger Federer [8]                        | Marin Čilić                              | 6-2, 2-6, 7-6(7-4), 6-2                  |
| Individual masculino - Segunda ronda                 | Rafael Nadal [3]                         | Richard Gasquet                          | 6-0, 7-5, 6-2                            |
| Partidos en el Estadio Suzanne Lenglen               |                                          |                                          |                                          |
| Evento                                               | Ganador                                  | Perdedor                                 | Resultado                                |
| Individual femenino - Segunda ronda                  | Elina Svitólina [5]                      | Ann Li                                   | 6-0, 6-4                                 |
| Individual masculino - Segunda ronda                 | Mikael Ymer                              | Gaël Monfils [14]                        | 6-0, 2-6, 6-4, 6-3                       |
| Individual masculino - Segunda ronda                 | Novak Djokovic [1]                       | Pablo Cuevas                             | 6-3, 6-2, 6-4                            |
| Individual femenino - Segunda ronda                  | Anett Kontaveit [30]                     | Kristina Mladenovic                      | 6-2, 6-0                                 |
| Partidos en el Estadio Simonne Mathieu               |                                          |                                          |                                          |
| Evento                                               | Ganador                                  | Perdedor                                 | Resultado                                |
| Individual masculino - Segunda ronda                 | Matteo Berrettini [9]                    | Federico Coria                           | 6-3, 6-3, 6-2                            |
| Individual masculino - Segunda ronda                 | Jannik Sinner [18]                       | Gianluca Mager                           | 6-1, 7-5, 3-6, 6-3                       |
| Individual femenino - Segunda ronda                  | Jennifer Brady [13]                      | Fiona Ferro                              | 6-4, 2-6, 7-5                            |
| Individual femenino - Segunda ronda                  | Iga Świątek [8]                          | Rebecca Peterson                         | 6-1, 6-1                                 |
| Fondo de color indica un partido de la rama femenina |                                          |                                          |                                          |

### Día 6 (4 de junio)
- Cabezas de serie eliminados:
  - Individual masculino:  Casper Ruud [15],  Fabio Fognini [27],  John Isner [31],  Reilly Opelka [32]
  - Individual femenino:  Aryna Sabalenka [3],  Madison Keys [23]
  - Dobles masculino:  Rajeev Ram /  Joe Salisbury [3],  John Peers /  Michael Venus [10],  Marcus Daniell /  Philipp Oswald [16]
  - Dobles femenino:  Yifan Xu /  Shuai Zhang [8],  Ellen Perez /  Saisai Zheng [13],  Nadiia Kichenok /  Raluca Olaru [16]
  - Dobles mixto:  Yifan Xu /  Bruno Soares [4]
- Orden de juego

| Partidos en los estadios principales                 | Partidos en los estadios principales     | Partidos en los estadios principales     | Partidos en los estadios principales     |
| Partidos en el Estadio Philippe Chatrier             | Partidos en el Estadio Philippe Chatrier | Partidos en el Estadio Philippe Chatrier | Partidos en el Estadio Philippe Chatrier |
| Evento                                               | Ganador                                  | Perdedor                                 | Resultado                                |
| ---------------------------------------------------- | ---------------------------------------- | ---------------------------------------- | ---------------------------------------- |
| Individual femenino - Tercera ronda                  | Victoria Azárenka [15]                   | Madison Keys [23]                        | 6-2, 6-2                                 |
| Individual masculino - Tercera ronda                 | Alexander Zverev [6]                     | Laslo Djere                              | 6-2, 7-5, 6-2                            |
| Individual femenino - Tercera ronda                  | Serena Williams [7]                      | Danielle Collins                         | 6-4, 6-4                                 |
| Individual masculino - Tercera ronda                 | Stefanos Tsitsipas [5]                   | John Isner [31]                          | 5-7, 6-3, 7-6(7-3), 6-1                  |
| Partidos en el Estadio Suzanne Lenglen               |                                          |                                          |                                          |
| Evento                                               | Ganador                                  | Perdedor                                 | Resultado                                |
| Individual femenino - Tercera ronda                  | Elena Rybakina [21]                      | Elena Vesnina [PR]                       | 6-1, 6-4                                 |
| Individual masculino - Tercera ronda                 | Federico Delbonis                        | Fabio Fognini [27]                       | 6-4, 6-1, 6-3                            |
| Individual masculino - Tercera ronda                 | Daniil Medvédev [2]                      | Reilly Opelka [32]                       | 6-4, 6-2, 6-4                            |
| Individual femenino - Tercera ronda                  | Markéta Vondroušová [20]                 | Polona Hercog                            | 6-3, 6-3                                 |
| Partidos en el Estadio Simonne Mathieu               |                                          |                                          |                                          |
| Evento                                               | Ganador                                  | Perdedor                                 | Resultado                                |
| Individual femenino - Tercera ronda                  | Anastasia Pavlyuchenkova [31]            | Aryna Sabalenka [3]                      | 6-4, 2-6, 6-0                            |
| Individual masculino - Tercera ronda                 | Kei Nishikori                            | Henri Laaksonen [Q]                      | 7-5, ret.                                |
| Individual masculino - Tercera ronda                 | Pablo Carreño [12]                       | Steve Johnson                            | 6-4, 6-4, 6-2                            |
| Individual femenino - Tercera ronda                  | Paula Badosa [33]                        | Ana Bogdan                               | 2-6, 7-6(7-4), 6-4                       |
| Fondo de color indica un partido de la rama femenina |                                          |                                          |                                          |

### Día 7 (5 de junio)
- Cabezas de serie eliminados:
  - Individual femenino:  Elina Svitólina [5],  Jennifer Brady [13],  Elise Mertens [14],  Karolína Muchová [18],  Jessica Pegula [28],  Anett Kontaveit [30]
  - Dobles masculino:  Jamie Murray /  Bruno Soares [7],  Wesley Koolhof /  Jean-Julien Rojer [11]
  - Dobles femenino:  Shuko Aoyama /  Ena Shibahara [4],  Monica Niculescu /  Jeļena Ostapenko [12]
- Orden de juego

| Partidos en los estadios principales                 | Partidos en los estadios principales     | Partidos en los estadios principales     | Partidos en los estadios principales     |
| Partidos en el Estadio Philippe Chatrier             | Partidos en el Estadio Philippe Chatrier | Partidos en el Estadio Philippe Chatrier | Partidos en el Estadio Philippe Chatrier |
| Evento                                               | Ganador                                  | Perdedor                                 | Resultado                                |
| ---------------------------------------------------- | ---------------------------------------- | ---------------------------------------- | ---------------------------------------- |
| Individual femenino - Tercera ronda                  | Barbora Krejčíková                       | Elina Svitólina [5]                      | 6-3, 6-2                                 |
| Individual masculino - Tercera ronda                 | Novak Djokovic [1]                       | Ričardas Berankis                        | 6-1, 6-4, 6-1                            |
| Individual femenino - Tercera ronda                  | Iga Świątek [8]                          | Anett Kontaveit [30]                     | 7-6(7-4), 6-0                            |
| Individual masculino - Tercera ronda                 | Roger Federer [8]                        | Dominik Koepfer                          | 7-6(7-5), 6-7(3-7), 7-6(7-4), 7-5        |
| Partidos en el Estadio Suzanne Lenglen               |                                          |                                          |                                          |
| Evento                                               | Ganador                                  | Perdedor                                 | Resultado                                |
| Individual masculino - Tercera ronda                 | Diego Schwartzman [10]                   | Philipp Kohlschreiber [PR]               | 6-4, 6-2, 6-1                            |
| Individual femenino - Tercera ronda                  | Sofia Kenin [4]                          | Jessica Pegula [28]                      | 4-6, 6-1, 6-4                            |
| Individual masculino - Tercera ronda                 | Rafael Nadal [3]                         | Cameron Norrie                           | 6-3, 6-3, 6-3                            |
| Individual femenino - Tercera ronda                  | Cori Gauff [24]                          | Jennifer Brady [13]                      | 6-1, ret.                                |
| Partidos en el Estadio Simonne Mathieu               |                                          |                                          |                                          |
| Evento                                               | Ganador                                  | Perdedor                                 | Resultado                                |
| Individual femenino - Tercera ronda                  | Sloane Stephens                          | Karolína Muchová [18]                    | 6-3, 7-5                                 |
| Individual masculino - Tercera ronda                 | Jan-Lennard Struff                       | Carlos Alcaraz                           | 6-4, 7-6(7-3), 6-2                       |
| Individual femenino - Tercera ronda                  | María Sákkari [17]                       | Elise Mertens [14]                       | 7-5, 6-7(2-7), 6-2                       |
| Individual masculino - Tercera ronda                 | Matteo Berrettini [9]                    | Soon-Woo Kwon                            | 7-6(8-6), 6-3, 6-4                       |
| Fondo de color indica un partido de la rama femenina |                                          |                                          |                                          |

### Día 8 (6 de junio)
- Cabezas de serie eliminados:
  - Individual masculino:  Pablo Carreño [12],  Christian Garín [22]
  - Individual femenino:  Serena Williams [7],  Victoria Azárenka [15],  Markéta Vondroušová [20]
  - Dobles masculino:  Sander Gillé /  Joran Vliegen [14]
  - Dobles femenino:  Su-Wei Hsieh /  Elise Mertens [1],  Lucie Hradecká /  Laura Siegemund [10]
- Orden de juego

| Partidos en los estadios principales                 | Partidos en los estadios principales        | Partidos en los estadios principales     | Partidos en los estadios principales     |
| Partidos en el Estadio Philippe Chatrier             | Partidos en el Estadio Philippe Chatrier    | Partidos en el Estadio Philippe Chatrier | Partidos en el Estadio Philippe Chatrier |
| Evento                                               | Ganador                                     | Perdedor                                 | Resultado                                |
| ---------------------------------------------------- | ------------------------------------------- | ---------------------------------------- | ---------------------------------------- |
| Individual femenino - Cuarta ronda                   | Anastasia Pavlyuchenkova [31]               | Victoria Azárenka [15]                   | 5-7, 6-3, 6-2                            |
| Individual masculino - Cuarta ronda                  | Stefanos Tsitsipas [5]                      | Pablo Carreño [12]                       | 6-3, 6-2, 7-5                            |
| Individual femenino - Cuarta ronda                   | Elena Rybakina [21]                         | Serena Williams [7]                      | 6-3, 7-5                                 |
| Individual masculino - Cuarta ronda                  | Alexander Zverev [6]                        | Kei Nishikori                            | 6-4, 6-1, 6-1                            |
| Partidos en el Estadio Suzanne Lenglen               |                                             |                                          |                                          |
| Evento                                               | Ganador                                     | Perdedor                                 | Resultado                                |
| Individual femenino - Cuarta ronda                   | Tamara Zidanšek                             | Sorana Cîrstea                           | 7-6(7-4), 6-1                            |
| Individual femenino - Cuarta ronda                   | Paula Badosa [33]                           | Markéta Vondroušová [20]                 | 6-4, 3-6, 6-2                            |
| Individual masculino - Cuarta ronda                  | Daniil Medvédev [2]                         | Christian Garín [22]                     | 6-2, 6-1, 7-5                            |
| Individual masculino - Cuarta ronda                  | Alejandro Davidovich                        | Federico Delbonis                        | 6-4, 6-4, 4-6, 6-4                       |
| Partidos en el Estadio Simonne Mathieu               |                                             |                                          |                                          |
| Evento                                               | Ganador                                     | Perdedor                                 | Resultado                                |
| Dobles femenino - Tercera ronda                      | Irina-Camelia Begu Nadia Podoroska          | Clara Burel [WC] Chloé Paquet [WC]       | 6-3, 6-1                                 |
| Dobles femenino - Tercera ronda                      | Bethanie Mattek-Sands [14] Iga Świątek [14] | Su-Wei Hsieh [1] Elise Mertens [1]       | 5-7, 6-4, 7-5                            |
| Dobles masculino - Tercera ronda                     | Pierre-Hugues Herbert [6] Nicolas Mahut [6] | Robin Haase Jan-Lennard Struff           | 0-6, 6-3, 7-6(7-3)                       |
| Dobles mixto - Cuartos de final                      | Demi Schuurs [3] Wesley Koolhof [3]         | Alexa Guarachi Neal Skupski              | 4-6, 6-3, [10-5]                         |
| Dobles masculino - Tercera ronda                     | Hugo Nys Tim Puetz                          | Romain Arneodo Benoît Paire              | 6-4, 6-4                                 |
| Fondo de color indica un partido de la rama femenina |                                             |                                          |                                          |

### Día 9 (7 de junio)
- Cabezas de serie eliminados:
  - Individual masculino:  Roger Federer [8],  Jannik Sinner [18]
  - Individual femenino:  Sofia Kenin [4],  Ons Jabeur [25]
  - Dobles femenino:  Nicole Melichar /  Demi Schuurs [3],  Hao-Ching Chan /  Yung-Jan Chan [6],  Sharon Fichman /  Giuliana Olmos [9]
  - Dobles mixto:  Barbora Krejčíková /  Filip Polášek [1],  Nicole Melichar /  Rajeev Ram [2]
- Orden de juego

| Partidos en los estadios principales                 | Partidos en los estadios principales     | Partidos en los estadios principales     | Partidos en los estadios principales     |
| Partidos en el Estadio Philippe Chatrier             | Partidos en el Estadio Philippe Chatrier | Partidos en el Estadio Philippe Chatrier | Partidos en el Estadio Philippe Chatrier |
| Evento                                               | Ganador                                  | Perdedor                                 | Resultado                                |
| ---------------------------------------------------- | ---------------------------------------- | ---------------------------------------- | ---------------------------------------- |
| Individual femenino - Cuarta ronda                   | Cori Gauff [24]                          | Ons Jabeur [25]                          | 6-3, 6-1                                 |
| Individual masculino - Cuarta ronda                  | Novak Djokovic [1]                       | Lorenzo Musetti                          | 6-7(7-9), 6-7(2-7), 6-1, 6-0, 4-0, ret.  |
| Individual masculino - Cuarta ronda                  | Rafael Nadal [3]                         | Jannik Sinner [18]                       | 7-5, 6-3, 6-0                            |
| Individual femenino - Cuarta ronda                   | Iga Świątek [8]                          | Marta Kostyuk                            | 6-3, 6-4                                 |
| Partidos en el Estadio Suzanne Lenglen               |                                          |                                          |                                          |
| Evento                                               | Ganador                                  | Perdedor                                 | Resultado                                |
| Individual femenino - Cuarta ronda                   | Barbora Krejčíková                       | Sloane Stephens                          | 6-2, 6-0                                 |
| Individual masculino - Cuarta ronda                  | Diego Schwartzman [10]                   | Jan-Lennard Struff                       | 7-6(9-7), 6-4, 7-5                       |
| Individual femenino - Cuarta ronda                   | María Sákkari [17]                       | Sofia Kenin [4]                          | 6-1, 6-3                                 |
| Partidos en el Estadio Simonne Mathieu               |                                          |                                          |                                          |
| Evento                                               | Ganador                                  | Perdedor                                 | Resultado                                |
| Dobles femenino - Tercera ronda                      | Petra Martić Shelby Rogers               | Sharon Fichman [9] Giuliana Olmos [9]    | 3-6, 6-1, 6-3                            |
| Dobles femenino - Tercera ronda                      | Anastasia Pavlyuchenkova Elena Rybakina  | Nicole Melichar [3] Demi Schuurs [3]     | 6-4, 6-3                                 |
| Dobles mixto - Cuartos de final                      | Giuliana Olmos Juan Sebastián Cabal      | Barbora Krejčíková [1] Filip Polášek [1] | 6-2, 5-7, [12-10]                        |
| Dobles masculino - Cuartos de final                  | Aleksandr Búblik Andrey Golubev          | Hugo Nys Tim Puetz                       | 6-4, 6-4                                 |
| Fondo de color indica un partido de la rama femenina |                                          |                                          |                                          |

### Día 10 (8 de junio)
- Cabezas de serie eliminados:
  - Individual masculino:  Daniil Medvédev [2]
  - Individual femenino:  Elena Rybakina [21],  Paula Badosa [33]
  - Dobles masculino:  Kevin Krawietz /  Horia Tecău [9]
  - Dobles femenino:  Darija Jurak /  Andreja Klepač [11]
  - Dobles mixto:  Demi Schuurs /  Wesley Koolhof [3]
- Orden de juego

| Partidos en los estadios principales                 | Partidos en los estadios principales          | Partidos en los estadios principales     | Partidos en los estadios principales     |
| Partidos en el Estadio Philippe Chatrier             | Partidos en el Estadio Philippe Chatrier      | Partidos en el Estadio Philippe Chatrier | Partidos en el Estadio Philippe Chatrier |
| Evento                                               | Ganador                                       | Perdedor                                 | Resultado                                |
| ---------------------------------------------------- | --------------------------------------------- | ---------------------------------------- | ---------------------------------------- |
| Individual femenino - Cuartos de final               | Tamara Zidanšek                               | Paula Badosa [33]                        | 7-5, 4-6, 8-6                            |
| Individual femenino - Cuartos de final               | Anastasia Pavlyuchenkova [31]                 | Elena Rybakina [21]                      | 6-7(2-7), 6-2, 9-7                       |
| Individual masculino - Cuartos de final              | Alexander Zverev [6]                          | Alejandro Davidovich                     | 6-4, 6-1, 6-1                            |
| Individual masculino - Cuartos de final              | Stefanos Tsitsipas [5]                        | Daniil Medvédev [2]                      | 6-3, 7-6(7-3), 7-5                       |
| Partidos en el Estadio Suzanne Lenglen               |                                               |                                          |                                          |
| Evento                                               | Ganador                                       | Perdedor                                 | Resultado                                |
| Dobles masculino - Cuartos de final                  | Juan Sebastián Cabal [2] Robert Farah [2]     | Kevin Krawietz [9] Horia Tecău [9]       | 6-2, 6-7(3-7), 7-5                       |
| Dobles masculino - Cuartos de final                  | Pierre-Hugues Herbert [6] Nicolas Mahut [6]   | Tomislav Brkić Nikola Čačić              | 7-6(7-5), 6-1                            |
| Dobles mixto - Semifinales                           | Desirae Krawczyk Joe Salisbury                | Giuliana Olmos Juan Sebastián Cabal      | w/o                                      |
| Partidos en el Estadio Simonne Mathieu               |                                               |                                          |                                          |
| Evento                                               | Ganador                                       | Perdedor                                 | Resultado                                |
| Dobles femenino - Cuartos de final                   | Barbora Krejčíková [2] Kateřina Siniaková [2] | Karolína Plíšková Kristýna Plíšková      | 6-4, 6-4                                 |
| Dobles femenino - Cuartos de final                   | Bethanie Mattek-Sands [14] Iga Świątek [14]   | Darija Jurak [11] Andreja Klepač [11]    | 6-3, 6-2                                 |
| Dobles mixto - Semifinales                           | Elena Vesnina [PR] Aslán Karatsev [PR]        | Demi Schuurs [3] Wesley Koolhof [3]      | 6-4, 6-1                                 |
| Fondo de color indica un partido de la rama femenina |                                               |                                          |                                          |

### Día 11 (9 de junio)
- Cabezas de serie eliminados:
  - Individual masculino:  Matteo Berrettini [9],  Diego Schwartzman [10]
  - Individual femenino:  Iga Świątek [8],  Cori Gauff [24]
- Orden de juego

| Partidos en los estadios principales                 | Partidos en los estadios principales     | Partidos en los estadios principales     | Partidos en los estadios principales     |
| Partidos en el Estadio Philippe Chatrier             | Partidos en el Estadio Philippe Chatrier | Partidos en el Estadio Philippe Chatrier | Partidos en el Estadio Philippe Chatrier |
| Evento                                               | Ganador                                  | Perdedor                                 | Resultado                                |
| ---------------------------------------------------- | ---------------------------------------- | ---------------------------------------- | ---------------------------------------- |
| Individual femenino - Cuartos de final               | Barbora Krejčíková                       | Cori Gauff [24]                          | 7-6(8-6), 6-3                            |
| Individual femenino - Cuartos de final               | María Sákkari [17]                       | Iga Świątek [8]                          | 6-4, 6-4                                 |
| Individual masculino - Cuartos de final              | Rafael Nadal [3]                         | Diego Schwartzman [10]                   | 6-3, 4-6, 6-4, 6-0                       |
| Individual masculino - Cuartos de final              | Novak Djokovic [1]                       | Matteo Berrettini [9]                    | 6-3, 6-2, 6-7(5-7), 7-5                  |
| Partidos en el Estadio Simonne Mathieu               |                                          |                                          |                                          |
| Evento                                               | Ganador                                  | Perdedor                                 | Resultado                                |
| Dobles femenino - Cuartos de final                   | Irina-Camelia Begu Nadia Podoroska       | Petra Martić Shelby Rogers               | 6-3, 4-6, 6-2                            |
| Dobles femenino - Cuartos de final                   | Magda Linette Bernarda Pera              | Anastasia Pavlyuchenkova Elena Rybakina  | 7-5, 4-6, 6-2                            |
| Fondo de color indica un partido de la rama femenina |                                          |                                          |                                          |

### Día 12 (10 de junio)
- Cabezas de serie eliminados:
  - Individual femenino:  María Sákkari [17]
  - Dobles masculino:  Juan Sebastián Cabal /  Robert Farah [2]
- Orden de juego

| Partidos en los estadios principales                 | Partidos en los estadios principales        | Partidos en los estadios principales      | Partidos en los estadios principales     |
| Partidos en el Estadio Philippe Chatrier             | Partidos en el Estadio Philippe Chatrier    | Partidos en el Estadio Philippe Chatrier  | Partidos en el Estadio Philippe Chatrier |
| Evento                                               | Ganador                                     | Perdedor                                  | Resultado                                |
| ---------------------------------------------------- | ------------------------------------------- | ----------------------------------------- | ---------------------------------------- |
| Dobles mixto - Final                                 | Desirae Krawczyk Joe Salisbury              | Elena Vesnina [PR] Aslán Karatsev [PR]    | 2-6, 6-4, [10-5]                         |
| Individual femenino - Semifinales                    | Anastasia Pavlyuchenkova [31]               | Tamara Zidanšek                           | 7-5, 6-3                                 |
| Individual femenino - Semifinales                    | Barbora Krejčíková                          | María Sákkari [17]                        | 7-5, 6-4, 9-7                            |
| Partidos en el Estadio Simonne Mathieu               |                                             |                                           |                                          |
| Evento                                               | Ganador                                     | Perdedor                                  | Resultado                                |
| Dobles masculino - Semifinales                       | Aleksandr Búblik Andrey Golubev             | Pablo Andújar [Alt] Pedro Martínez [Alt]  | 1-6, 6-4, 6-4                            |
| Dobles masculino - Semifinales                       | Pierre-Hugues Herbert [6] Nicolas Mahut [6] | Juan Sebastián Cabal [2] Robert Farah [2] | 6-7(2-7), 7-6(7-2), 6-4                  |
| Fondo de color indica un partido de la rama femenina |                                             |                                           |                                          |

### Día 13 (11 de junio)
- Cabezas de serie eliminados:
  - Individual masculino:  Rafael Nadal [3],  Alexander Zverev [6]
- Orden de juego

| Partidos en los estadios principales                 | Partidos en los estadios principales          | Partidos en los estadios principales     | Partidos en los estadios principales     |
| Partidos en el Estadio Philippe Chatrier             | Partidos en el Estadio Philippe Chatrier      | Partidos en el Estadio Philippe Chatrier | Partidos en el Estadio Philippe Chatrier |
| Evento                                               | Ganador                                       | Perdedor                                 | Resultado                                |
| ---------------------------------------------------- | --------------------------------------------- | ---------------------------------------- | ---------------------------------------- |
| Individual masculino - Semifinales                   | Stefanos Tsitsipas [5]                        | Alexander Zverev [6]                     | 6-3, 6-3, 4-6, 4-6, 6-3                  |
| Individual masculino - Semifinales                   | Novak Djokovic [1]                            | Rafael Nadal [3]                         | 3-6, 6-3, 7-6(7-4), 6-2                  |
| Partidos en el Estadio Simonne Mathieu               |                                               |                                          |                                          |
| Evento                                               | Ganador                                       | Perdedor                                 | Resultado                                |
| Dobles femenino - Semifinales                        | Barbora Krejčíková [2] Kateřina Siniaková [2] | Magda Linette Bernarda Pera              | 6-1, 6-2                                 |
| Dobles femenino - Semifinales                        | Bethanie Mattek-Sands [14] Iga Świątek [14]   | Irina-Camelia Begu Nadia Podoroska       | 6-3, 6-4                                 |
| Fondo de color indica un partido de la rama femenina |                                               |                                          |                                          |

### Día 14 (12 de junio)
- Cabezas de serie eliminados:
  - Individual femenino:  Anastasia Pavlyuchenkova [31]
- Orden de juego

| Partidos en los estadios principales                 | Partidos en los estadios principales        | Partidos en los estadios principales     | Partidos en los estadios principales     |
| Partidos en el Estadio Philippe Chatrier             | Partidos en el Estadio Philippe Chatrier    | Partidos en el Estadio Philippe Chatrier | Partidos en el Estadio Philippe Chatrier |
| Evento                                               | Ganador                                     | Perdedor                                 | Resultado                                |
| ---------------------------------------------------- | ------------------------------------------- | ---------------------------------------- | ---------------------------------------- |
| Individual femenino - Final                          | Barbora Krejčíková                          | Anastasia Pavlyuchenkova [31]            | 6-1, 2-6, 6-4                            |
| Dobles masculino - Final                             | Pierre-Hugues Herbert [6] Nicolas Mahut [6] | Aleksandr Búblik Andrey Golubev          | 4-6, 7-6(7-1), 6-4                       |
| Fondo de color indica un partido de la rama femenina |                                             |                                          |                                          |

### Día 15 (13 de junio)
- Cabezas de serie eliminados:
  - Individual masculino:  Stefanos Tsitsipas [5]
  - Dobles femenino:  Bethanie Mattek-Sands /  Iga Świątek [14]
- Orden de juego

| Partidos en los estadios principales                 | Partidos en los estadios principales          | Partidos en los estadios principales        | Partidos en los estadios principales     |
| Partidos en el Estadio Philippe Chatrier             | Partidos en el Estadio Philippe Chatrier      | Partidos en el Estadio Philippe Chatrier    | Partidos en el Estadio Philippe Chatrier |
| Evento                                               | Ganador                                       | Perdedor                                    | Resultado                                |
| ---------------------------------------------------- | --------------------------------------------- | ------------------------------------------- | ---------------------------------------- |
| Dobles femenino - Final                              | Barbora Krejčíková [2] Kateřina Siniaková [2] | Bethanie Mattek-Sands [14] Iga Świątek [14] | 6-4, 6-2                                 |
| Individual masculino - Final                         | Novak Djokovic [1]                            | Stefanos Tsitsipas [5]                      | 6-7(6-8), 2-6, 6-3, 6-2, 6-4             |
| Fondo de color indica un partido de la rama femenina |                                               |                                             |                                          |

## Cabezas de serie
A partir de la nueva actualización de la lista de clasificación ATP, se defenderán solamente el 50% de los puntos conseguidos entre el 4 de marzo y el 5 de agosto de la temporada 2019.

### Individual masculino
| N° | Clasif | Jugador               | Puntos | Puntos por defender | Puntos ganados | Nuevos puntos | Ronda hasta la que avanzó en el torneo                 |
| -- | ------ | --------------------- | ------ | ------------------- | -------------- | ------------- | ------------------------------------------------------ |
| 1  | 1      | Novak Djokovic        | 11 313 | 1200                | 2000           | 12 113        | Campeón, venció a Stefanos Tsitsipas [5]               |
| 2  | 2      | Daniil Medvédev       | 9793   | 10                  | 360            | 9963          | Cuartos de final, perdió ante Stefanos Tsitsipas [5]   |
| 3  | 3      | Rafael Nadal          | 9630   | 1000                | 0              | 8630          | Semifinales, perdió ante Novak Djokovic [1]            |
| 4  | 4      | Dominic Thiem         | 8445   | 600                 | 0              | 7845          | Primera ronda, perdió ante Pablo Andújar               |
| 5  | 5      | Stefanos Tsitsipas    | 7500   | 720                 | 1200           | 7980          | Final, perdió ante Novak Djokovic [1]                  |
| 6  | 6      | Alexander Zverev      | 6990   | 360                 | 720            | 7350          | Semifinales, perdió ante Stefanos Tsitsipas [5]        |
| 7  | 7      | Andrey Rublev         | 6090   | 180                 | 0              | 5910          | Primera ronda, perdió ante Jan-Lennard Struff          |
| 8  | 8      | Roger Federer         | 5605   | 360                 | 0              | 5245          | Cuarta ronda, se retiró ante Matteo Berrettini [9]     |
| 9  | 9      | Matteo Berrettini     | 3958   | 90                  | 360            | 4228          | Cuartos de final, perdió ante Novak Djokovic [1]       |
| 10 | 10     | Diego Schwartzman     | 3465   | 360                 | 0              | 3105          | Cuartos de final, perdió ante Rafael Nadal [3]         |
| 11 | 11     | Roberto Bautista      | 3215   | 45                  | 0              | 3170          | Segunda ronda, perdió ante Henri Laaksonen [Q]         |
| 12 | 12     | Pablo Carreño         | 3085   | 180                 | 0              | 2905          | Cuarta ronda, perdió ante Stefanos Tsitsipas [5]       |
| 13 | 13     | David Goffin          | 2875   | 45                  | 0              | 2830          | Primera ronda, perdió ante Lorenzo Musetti             |
| 14 | 15     | Gaël Monfils          | 2713   | 90                  | 0              | 2623          | Segunda ronda, perdió ante Mikael Ymer                 |
| 15 | 16     | Casper Ruud           | 2690   | 90                  | 90             | 2690          | Tercera ronda, perdió ante Alejandro Davidovich        |
| 16 | 17     | Grigor Dimitrov       | 2521   | 90                  | 0              | 2431          | Primera ronda, se retiró ante Marcos Giron             |
| 17 | 18     | Milos Raonic          | 2518   | 0                   | 0              | 2518          | Baja antes de la primera ronda.                        |
| 18 | 19     | Jannik Sinner         | 2500   | 180                 | 0              | 2320          | Cuarta ronda, perdió ante Rafael Nadal [3]             |
| 19 | 20     | Hubert Hurkacz        | 2498   | 5                   | 0              | 2493          | Primera ronda, perdió ante Botic van de Zandschulp [Q] |
| 20 | 21     | Félix Auger-Aliassime | 2423   | 5                   | 0              | 2418          | Primera ronda, perdió ante Andreas Seppi               |
| 21 | 23     | Álex de Miñaur        | 2350   | 45                  | 45             | 2350          | Segunda ronda, perdió ante Marco Cecchinato            |
| 22 | 22     | Christian Garín       | 2350   | 90                  | 180            | 2440          | Cuarta ronda, perdió ante Daniil Medvédev [2]          |
| 23 | 25     | Karen Jachanov        | 2280   | 180                 | 0              | 2100          | Segunda ronda, perdió ante Kei Nishikori               |
| 24 | 26     | Aslán Karatsev        | 2245   | (16)                | 45             | 2274          | Segunda ronda, perdió ante Philipp Kohlschreiber [PR]  |
| 25 | 27     | Daniel Evans          | 2195   | 5                   | 0              | 2190          | Primera ronda, perdió ante Miomir Kecmanović           |
| 26 | 28     | Lorenzo Sonego        | 2132   | 90                  | 0              | 2042          | Primera ronda, perdió ante Lloyd Harris                |
| 27 | 29     | Fabio Fognini         | 1933   | 90                  | 90             | 1933          | Tercera ronda, perdió ante Federico Delbonis           |
| 28 | 31     | Nikoloz Basilashvili  | 1785   | 10                  | 45             | 1820          | Segunda ronda, perdió ante Carlos Alcaraz [Q]          |
| 29 | 32     | Ugo Humbert           | 1780   | 5                   | 0              | 1775          | Primera ronda, perdió ante Ričardas Berankis           |
| 30 | 33     | Taylor Fritz          | 1760   | 45                  | 45             | 1760          | Segunda ronda, perdió ante Dominik Koepfer             |
| 31 | 34     | John Isner            | 1730   | 90                  | 90             | 1730          | Tercera ronda, perdió ante Stefanos Tsitsipas [5]      |
| 32 | 35     | Reilly Opelka         | 1726   | 10                  | 90             | 1806          | Tercera ronda, perdió ante Daniil Medvédev [2]         |

#### Bajas masculinas notables
| Clasif | Jugador          | Puntos | Puntos por defender | Puntos ganados | Nuevos puntos | Motivo               |
| ------ | ---------------- | ------ | ------------------- | -------------- | ------------- | -------------------- |
| 14     | Denis Shapovalov | 2780   | 22                  | 0              | 2758          | Lesión en el hombro. |
| 17     | Milos Raonic     | 2518   | 0                   | 0              | 2518          |                      |
| 24     | Stan Wawrinka    | 2281   | 180                 | 0              | 2101          | Lesión en el pie.    |
| 30     | Borna Ćorić      | 1870   | 45                  | 0              | 1825          | Lesión en el hombro. |

### Individual femenino
La WTA ha anunciado ajustes en el sistema de la lista de clasificación ATP teniendo en cuenta las continuas modificaciones del calendario que afectaron al Tour después de la temporada 2020 acortada por la Pandemia de COVID-19.
- Los puntos conseguidos en la edición de Roland Garros 2019 se descontarán en esta edición.
- Los puntos conseguidos en la edición de Roland Garros 2020 se quedarán un total de 52 semanas si son mejores que los puntos conseguidos en esta edición, o si la jugadora decide no competir en esta edición.
- Si los puntos de la edición de Roland Garros 2020 son usados, éstos puntos se reducirán 52 semanas después, siendo remplazados por los puntos de esta edición.

| N° | Clasif | Jugadora                 | Puntos | Puntos por defender | Puntos ganados | Nuevos puntos | Ronda hasta la que avanzó en el torneo                      |
| -- | ------ | ------------------------ | ------ | ------------------- | -------------- | ------------- | ----------------------------------------------------------- |
| 1  | 1      | Ashleigh Barty           | 10175  | 0                   | 70             | 8245          | Segunda ronda, se retiró ante Magda Linette                 |
| 2  | 2      | Naomi Osaka              | 7401   | 0                   | 70             | 7401          | Segunda ronda, se retiró ante Ana Bogdan                    |
| 3  | 4      | Aryna Sabalenka          | 6195   | 130                 | 130            | 6195          | Tercera ronda, perdió ante Anastasiya Pavliuchenkova [31]   |
| 4  | 5      | Sofia Kenin              | 5865   | 1300                | 240            | 5865          | Cuarta ronda, perdió ante María Sákkari [17]                |
| 5  | 6      | Elina Svitólina          | 5655   | 430                 | 130            | 5835          | Tercera ronda, perdió ante Barbora Krejčíková               |
| 6  | 7      | Bianca Andreescu         | 5325   | 0                   | 10             | 5265          | Primera ronda, perdió ante Tamara Zidanšek                  |
| 7  | 8      | Serena Williams          | 4821   | 70                  | 240            | 4931          | Cuarta ronda, perdió ante Elena Rybakina [21]               |
| 8  | 9      | Iga Świątek              | 4435   | 2000                | 430            | 4435          | Cuartos de final, perdió ante María Sákkari [17]            |
| 9  | 10     | Karolína Plíšková        | 4345   | 70                  | 70             | 4285          | Segunda ronda, perdió ante Sloane Stephens                  |
| 10 | 11     | Belinda Bencic           | 4140   | 0                   | 70             | 4080          | Segunda ronda, perdió ante Daria Kasátkina                  |
| 11 | 12     | Petra Kvitová            | 4115   | 780                 | 70             | 4115          | Segunda ronda, se retiró ante Elena Vesnina [PR]            |
| 12 | 13     | Garbiñe Muguruza         | 4110   | 130                 | 10             | 4000          | Primera ronda, perdió ante Marta Kostyuk                    |
| 13 | 14     | Jennifer Brady           | 3830   | 10                  | 130            | 3840          | Tercera ronda, se retiró ante Cori Gauff [24]               |
| 14 | 15     | Elise Mertens            | 3685   | 130                 | 130            | 3685          | Tercera ronda, perdió ante María Sákkari [17]               |
| 15 | 16     | Victoria Azárenka        | 3526   | 70                  | 240            | 3696          | Cuarta ronda, perdió ante Anastasia Pavlyuchenkova [31]     |
| 16 | 17     | Kiki Bertens             | 3220   | 240                 | 10             | 3220          | Primera ronda, perdió ante Polona Hercog                    |
| 17 | 18     | María Sákkari            | 2830   | 130                 | 780            | 3480          | Semifinales, perdió ante Barbora Krejčíková                 |
| 18 | 19     | Karolína Muchová         | 2816   | 10                  | 130            | 2876          | Tercera ronda, perdió ante Sloane Stephens                  |
| 19 | 20     | Johanna Konta            | 2765   | 10                  | 10             | 1986          | Primera ronda, perdió ante Sorana Cîrstea                   |
| 20 | 21     | Markéta Vondroušová      | 2746   | 10                  | 240            | 1686          | Cuarta ronda, perdió ante Paula Badosa [33]                 |
| 21 | 22     | Elena Rybakina           | 2683   | 70                  | 430            | 3043          | Cuartos de final, perdió ante Anastasia Pavlyuchenkova [31] |
| 22 | 23     | Petra Martić             | 2660   | 130                 | 70             | 2360          | Primera ronda, perdió ante Camila Giorgi                    |
| 23 | 24     | Madison Keys             | 2606   | 10                  | 130            | 2306          | Tercera ronda, perdió ante Victoria Azárenka [15]           |
| 24 | 25     | Cori Gauff               | 2420   | 70                  | 430            | 2780          | Cuartos de final, perdió ante Barbora Krejčíková            |
| 25 | 26     | Ons Jabeur               | 2415   | 240                 | 240            | 2415          | Cuarta ronda vs. Cori Gauff [24]                            |
| 26 | 27     | Angelique Kerber         | 2320   | 10                  | 10             | 2320          | Primera ronda, perdió ante Anhelina Kalinina                |
| 27 | 28     | Alison Riske             | 2222   | 10                  | 0              | 2152          | Baja antes de la primera ronda.                             |
| 28 | 29     | Jessica Pegula           | 2219   | 10                  | 130            | 2339          | Tercera ronda, perdió ante Sofia Kenin [4]                  |
| 29 | 30     | Veronika Kudermétova     | 2160   | 70                  | 70             | 2100          | Segunda ronda, perdió ante Kateřina Siniaková               |
| 30 | 31     | Anett Kontaveit          | 2145   | 10                  | 130            | 2265          | Tercera ronda, perdió ante Iga Świątek [8]                  |
| 31 | 32     | Anastasia Pavlyuchenkova | 2070   | 70                  | 1300           | 3300          | Final, perdió ante Barbora Krejčíková                       |
| 32 | 33     | Ekaterina Alexandrova    | 1940   | 130                 | 70             | 1940          | Segunda ronda, perdió ante Barbora Krejčíková               |
| 33 | 34     | Paula Badosa             | 1870   | 240                 | 430            | 2060          | Cuartos de final, perdió ante Tamara Zidanšek               |

- Clasificación ATP del 24 de mayo de 2021.[6]

#### Bajas femeninas notables
| Clasif | Jugadora     | Puntos | Puntos por defender | Puntos ganados | Nuevos puntos | Motivo                               |
| ------ | ------------ | ------ | ------------------- | -------------- | ------------- | ------------------------------------ |
| 3      | Simona Halep | 6520   | 240                 | 0              | 6330          | Desgarro en la pantorrila izquierda. |
| 28     | Alison Riske | 2222   | 10                  | 0              | 2512          | Lesión en rodilla derecha.           |

## Cabezas de serie dobles
| Jugadores             | Jugadores              | Clasif | N.º |
| --------------------- | ---------------------- | ------ | --- |
| Nikola Mektić         | Mate Pavić             | 3      | 1   |
| Juan Sebastián Cabal  | Robert Farah           | 7      | 2   |
| Rajeev Ram            | Joe Salisbury          | 15     | 3   |
| Marcel Granollers     | Horacio Zeballos       | 16     | 4   |
| Ivan Dodig            | Filip Polášek          | 19     | 5   |
| Pierre-Hugues Herbert | Nicolas Mahut          | 26     | 6   |
| Jamie Murray          | Bruno Soares           | 33     | 7   |
| Łukasz Kubot          | Marcelo Melo           | 35     | 8   |
| Kevin Krawietz        | Horia Tecău            | 39     | 9   |
| John Peers            | Michael Venus          | 40     | 10  |
| Wesley Koolhof        | Jean-Julien Rojer      | 40     | 11  |
| Henri Kontinen        | Édouard Roger-Vasselin | 45     | 12  |
| Jérémy Chardy         | Fabrice Martin         | 58     | 13  |
| Sander Gillé          | Joran Vliegen          | 61     | 14  |
| Raven Klaasen         | Ben McLachlan          | 66     | 15  |
| Marcus Daniell        | Philipp Oswald         | 75     | 16  |

| Jugadoras             | Jugadoras          | Clasif | N.º |
| --------------------- | ------------------ | ------ | --- |
| Su-Wei Hsieh          | Elise Mertens      | 5      | 1   |
| Barbora Krejčíková    | Kateřina Siniaková | 15     | 2   |
| Nicole Melichar       | Demi Schuurs       | 19     | 3   |
| Shuko Aoyama          | Ena Shibahara      | 26     | 4   |
| Alexa Guarachi        | Desirae Krawczyk   | 32     | 5   |
| Hao-Ching Chan        | Yung-Jan Chan      | 42     | 6   |
| Tímea Babos           | Vera Zvonareva     | 45     | 7   |
| Yifan Xu              | Shuai Zhang        | 55     | 8   |
| Sharon Fichman        | Giuliana Olmos     | 62     | 9   |
| Lucie Hradecká        | Laura Siegemund    | 68     | 10  |
| Darija Jurak          | Andreja Klepač     | 69     | 11  |
| Monica Niculescu      | Jeļena Ostapenko   | 73     | 12  |
| Ellen Perez           | Saisai Zheng       | 73     | 13  |
| Bethanie Mattek-Sands | Iga Świątek        | 75     | 14  |
| Ashleigh Barty        | Jennifer Brady     | 82     | 15  |
| Nadiia Kichenok       | Raluca Olaru       | 87     | 16  |

### Dobles mixto
| Jugadores          | Jugadores      | Clasif | N.º |
| ------------------ | -------------- | ------ | --- |
| Barbora Krejčíková | Filip Polášek  | 17     | 1   |
| Nicole Melichar    | Rajeev Ram     | 17     | 2   |
| Demi Schuurs       | Wesley Koolhof | 23     | 3   |
| Yifan Xu           | Bruno Soares   | 24     | 4   |

## Invitados
| - Grégoire Barrère - Benjamin Bonzi - Mathias Bourgue - Arthur Cazaux - Enzo Couacaud - Hugo Gaston - Arthur Rinderknech - Christopher O'Connell | - Océane Babel - Clara Burel - Océane Dodin - Elsa Jacquemot - Chloé Paquet - Diane Parry - Harmony Tan - Astra Sharma |

| - Dan Added / Jo-Wilfried Tsonga - Grégoire Barrère / Albano Olivetti - Benjamin Bonzi / Antoine Hoang - Mathias Bourgue / Lucas Pouille - Arthur Cazaux / Hugo Gaston - Sadio Doumbia / Fabien Reboul - Quentin Halys / Adrian Mannarino | - Clara Burel / Chloé Paquet - Estelle Cascino / Jessika Ponchet - Salma Djoubri / Océane Dodin - Aubane Droguet / Séléna Janicijevic - Amandine Hesse / Harmony Tan - Elsa Jacquemot / Elixane Lechemia - Diane Parry / Margot Yerolymos |

### Dobles mixto
- Alizé Cornet /  Édouard Roger-Vasselin
- Caroline Garcia /  Nicolas Mahut

## Clasificación
La competición clasificatoria se realizó en el Stade Roland Garros del 24 al 28 de mayo de 2021.
| 1. Botic van de Zandschulp 2. Daniel Elahi Galán 3. Mario Vilella 4. Maximilian Marterer 5. Taro Daniel 6. Carlos Taberner 7. Carlos Alcaraz 8. Alessandro Giannessi 9. Mackenzie McDonald 10. Jenson Brooksby 11. Denis Istomin 12. Oscar Otte 13. Bjorn Fratangelo 14. Bernabé Zapata 15. Román Safiulin 16. Henri Laaksonen | 1. Anna Schmiedlová 2. Hailey Baptiste 3. Aleksandra Krunić 4. Ana Konjuh 5. Ekaterine Gorgodze 6. En-Shuo Liang 7. Varvara Lepchenko 8. Lara Arruabarrena 9. Xiyu Wang 10. Storm Sanders 11. María Camila Osorio 12. Greet Minnen 13. Anhelina Kalinina 14. Irina Bara 15. Katarina Zavatska 16. Stefanie Vögele |

## Campeones defensores
| Evento                      | Campeones de 2020               | Campeones de 2021                      |
| --------------------------- | ------------------------------- | -------------------------------------- |
| Individual masculino        | Rafael Nadal                    | Novak Djokovic                         |
| Individual femenino         | Iga Świątek                     | Barbora Krejčíková                     |
| Dobles masculino            | Kevin Krawietz Andreas Mies     | Pierre-Hugues Herbert Nicolas Mahut    |
| Dobles femenino             | Tímea Babos Kristina Mladenovic | Barbora Krejčíková Kateřina Siniaková  |
| Dobles mixto                | Yung-Jan Chan Ivan Dodig        | Desirae Krawczyk Joe Salisbury         |
| Individual júnior masculino | Dominic Stricker                | Luca Van Assche                        |
| Individual júnior femenino  | Elsa Jacquemot                  | Linda Nosková                          |
| Dobles júnior masculino     | Flavio Cobolli Dominic Stricker | Arthur Fils Giovanni Mpetshi Perricard |
| Dobles júnior femenino      | Eleonora Alvisi Lisa Pigato     | Alex Eala Oksana Selekhmeteva          |

## Campeones

### Sénior

#### Individual masculino
Novak Djokovic venció a  Stefanos Tsitsipas por 6-7(6-8), 2-6, 6-3, 6-2, 6-4

#### Individual femenino
Barbora Krejčíková venció a  Anastasia Pavlyuchenkova por 6-1, 2-6, 6-4

#### Dobles masculino
Pierre-Hugues Herbert /  Nicolas Mahut vencieron a  Aleksandr Búblik /  Andrey Golubev por 4-6, 7-6(7-1), 6-4

#### Dobles femenino
Barbora Krejčíková /  Kateřina Siniaková vencieron a  Bethanie Mattek-Sands /  Iga Świątek por 6-4, 6-2

#### Dobles mixto
Desirae Krawczyk /  Joe Salisbury vencieron a  Elena Vesnina /  Aslán Karatsev por 2-6, 6-4, [10-5]

### Júnior

#### Individual masculino
Luca Van Assche venció a  Arthur Fils por 6-4, 6-2

#### Individual femenino
Linda Nosková venció a  Erika Andreeva por 7-6(7-3), 6-3

#### Dobles masculino
Arthur Fils /  Giovanni Mpetshi Perricard vencieron a  Martin Katz /  German Samofalov por 7-5, 6-2

#### Dobles femenino
Alex Eala /  Oksana Selekhmeteva vencieron a  Maria Bondarenko /  Amarissa Kiara Tóth por 6-0, 7-5

### Silla de ruedas

#### Individual masculino
Alfie Hewett venció a  Shingo Kunieda por 6-4, 6-4

#### Individual femenino
Diede de Groot venció a  Yui Kamiji por 6-4, 6-3 

#### Dobles masculino
Alfie Hewett /  Gordon Reid vencieron a  Stéphane Houdet /  Nicolas Peifer por 6-3, 6-0

#### Dobles femenino
Diede de Groot /  Aniek van Koot vencieron a  Yui Kamiji /  Jordanne Whiley por 6-3, 6-4

#### Individual Quad
Dylan Alcott venció a  Sam Schröder por 6-4, 6-2

#### Dobles Quad
Andy Lapthorne /  David Wagner vencieron a  Dylan Alcott /  Sam Schröder por 7-6(7-1), 4-6, [10-7]